# Nazionale maschile di pallacanestro della Lettonia
La nazionale maschile di pallacanestro della Lettonia (Latvijas basketbola izlase) rappresenta la Lettonia nelle competizioni internazionali maschili di pallacanestro organizzate dalla FIBA. È gestita dalla Federazione cestistica della Lettonia.

## Storia

### Nazionale lettone (1935-1946)
La federazione lettone si è affiliata alla Federazione Internazionale nel 1935 e, nel breve periodo in cui lo Stato baltico è stato indipendente dall'Unione Sovietica, è riuscita a vincere il primo Europeo maschile (nel 1935 in Svizzera), a partecipare alle Olimpiadi di Berlino 1936, ad organizzare il secondo Europeo nel 1937 e ad arrivare seconda nell'Europeo 1939.

### Nazionale sovietica (1946-1991)
Durante i cinquant'anni di annessione all'URSS, i giocatori lettoni hanno gareggiato con la nazionale sovietica: l'atleta più rappresentativo è stato Valdis Valters, argento agli Europei 1987.

### Nazionale lettone (dal 1992)
La pallacanestro lettone è rinata nel 1992, con la riconquista dell'indipendenza. Tuttora la nazionale non è tornata ai livelli degli anni trenta, ma ha già al suo attivo 10 partecipazioni ai Campionati Europei, con un quinto posto come miglior risultato. 
Nel 2023 si è qualificata per la prima volta alla fase finale dei Campionati mondiali maschili di pallacanestro. Durante la manifestazione, guidata dall'allenatore italiano Luca Banchi, la nazionale lettone ottiene due vittorie storiche contro la Francia e la Spagna campione in carica, e giunge fino ai quarti di finale.

## Piazzamenti
Olimpiadi
- 1936 - 15°

Mondiali
- 2023 - 5°

Europei
- 1935 -  1°
- 1937 - 6°
- 1939 -  2°
- 1993 - 10°
- 1997 - 16°
- 2001 - 8°
- 2003 - 13°
- 2005 - 14°
- 2007 - 13°
- 2009 - 13°
- 2011 - 21°
- 2013 - 11°
- 2015 - 8°
- 2017 - 5°

## Formazioni

### Olimpiadi
Pallacanestro ai Giochi della XI OlimpiadeAndersons, Elmūts, Grundmanis, Jurciņš, Kazāks, Melderis, Raudziņš, Hermanovskis, Rūja, Tiltiņš, Anufrijevs, All. Valdemārs Baumanis

### Mondiali
Campionato mondiale maschile di pallacanestro 20238 Dāv. Bertāns, 9 Dai. Bertāns, 11 Šmits, 12 Strautiņš, 18 Čavars, 21 Šķēle, 24 Gražulis, 32 Pasečņiks, 47 A. Kurucs, 55 Žagars, 66 Zoriks, 00 R. Kurucs,       All. Luca Banchi

### Europei
Campionato europeo maschile di pallacanestro 1935Andersons, Anufrijevs, Grundmanis, Gubiņš, Jurciņš, Krisons, Lidmanis, Raudziņš, Melderis, Rūja, All. Valdemārs Baumanis
Campionato europeo maschile di pallacanestro 1937Andersons, Anufrijevs, Grundmanis, Jansons, Jurciņš, Krisons, Martinsons, Melderis, Raudziņš, Šmits, All. Ādolfs Grasis
Campionato europeo maschile di pallacanestro 19393 Vanags, 4 Krauklis, 5 Grīnbergs, 6 Kazāks, 8 Šmits, 9 Graudiņš, 11 Ārens, 12 Solovjovs, 14 Sātiņš, 18 Melderis,        All. Valdemārs Baumanis
Campionato europeo maschile di pallacanestro 19934 Šneps, 5 Āzacis, 6 Meļņiks, 7 Muižnieks, 8 Zankovskis, 9 Bagatskis, 10 Jaunzems, 11 Liepa, 12 Miglinieks, 13 Valeiko, 14 Bondarenko, 15 Zeidaks,        All. Armands Krauliņš
Campionato europeo maschile di pallacanestro 19974 Helmanis, 5 Āzacis, 6 Valeiko, 7 Štelmahers, 8 Muižnieks, 9 Šneps, 10 Miglinieks, 11 Bagatskis, 12 Liepa, 13 Jansons, 14 Bondarenko, 15 Meļņiks,        All. Igors Miglinieks
Campionato europeo maschile di pallacanestro 20014 Helmanis, 5 Vītols, 6 Cipruss, 7 Štelmahers, 8 Valeiko, 9 Ļaksa, 10 Valters, 11 Miglinieks, 12 Bagatskis, 13 Grafs, 14 Kambala, 15 Vecvagars,        All. Armands Krauliņš
Campionato europeo maschile di pallacanestro 20034 Helmanis, 5 Vītols, 6 Ostler, 7 Štelmahers, 8 Šķēle, 9 Šneps, 10 Valters, 11 Ļaksa, 12 Bagatskis, 13 Grafs, 14 Kambala, 15 Vecvagars,        All. Armands Krauliņš
Campionato europeo maschile di pallacanestro 20054 Helmanis, 5 Vītols, 6 Šķēle, 7 Štelmahers, 8 Blūms, 9 S. Valters, 10 K. Valters, 11 Timermanis, 12 Skirmants, 13 Grafs, 14 Cipruss, 15 Janičenoks,        All. Kārlis Muižnieks
Campionato europeo maschile di pallacanestro 20074 Helmanis, 5 Vītols, 6 Šķēle, 7 Blūms, 8 Vaikulis, 9 Jahovičs, 10 Valters, 11 Veselovs, 12 Cipruss, 13 Grafs, 14 Janičenoks, 15 Biedriņš,        All. Kārlis Muižnieks
Campionato europeo maschile di pallacanestro 20094 Helmanis, 5 Vītols, 6 Šķēle, 7 Blūms, 8 Kalve, 9 Valters, 10 Jahovičs, 11 Kambala, 12 Freimanis, 13 Štālbergs, 14 Janičenoks, 15 Biedriņš,        All. Kęstutis Kemzūra
Campionato europeo maschile di pallacanestro 20114 Meiers, 5 Dai. Bertāns, 6 Freimanis, 7 Blūms, 8 Jurevičus, 9 Jeromanovs, 10 Kuksiks, 11 Mejeris, 12 Dāv. Bertāns, 13 Strēlnieks, 14 Bērziņš, 15 Šeļakovs,        All. Ainārs Bagatskis
Campionato europeo maschile di pallacanestro 20134 Meiers, 5 Mejeris, 6 Freimanis, 7 Blūms, 8 J. Bērziņš, 9 Bertāns, 10 Kuksiks, 11 Šķēle, 12 Janičenoks, 13 Strēlnieks, 14 K. Bērziņš, 15 Šeļakovs,        All. Ainārs Bagatskis
Campionato europeo maschile di pallacanestro 20155 Mejeris, 6 Freimanis, 7 Blūms, 9 Bertāns, 10 Timma, 12 Janičenoks, 13 Strēlnieks, 14 Bērziņš, 19 Vecvagars, 23 Kārlis, 31 Peiners, 33 Meiers,        All. Ainārs Bagatskis
Campionato europeo maschile di pallacanestro 20176 Porziņģis, 7 Blūms, 8 Dāv. Bertāns, 9 Dai. Bertāns, 10 Timma, 11 Šmits, 12 Janičenoks, 13 Strēlnieks, 21 Šķēle, 24 Gražulis, 31 Peiners, 33 Meiers,        All. Ainārs Bagatskis

## Nazionali giovanili
- Selezioni giovanili della nazionale maschile di pallacanestro della Lettonia